# Enolmis
Genre
Enolmis est un genre de petits insectes lépidoptères de la famille des Scythrididae.

## Liste des espèces
Selon Funet :
- Enolmis abenhumeya (Agenjo, 1951)
- Enolmis acanthella (Godart, 1824)
- Enolmis agenjoi Passerin d'Entrèves, 1988
- Enolmis amseli Passerin d'Entrèves, 1997
- Enolmis arabica Passerin d'Entrèves, 1986
- Enolmis bimerdella (Staudinger, 1859)
- Enolmis delicatella (Rebel, 1901)
- Enolmis delnoydella Groenen & Schreurs, 2016
- Enolmis desidella (Lederer, 1855)
- Enolmis gigantella (Lucas, 1942)
- Enolmis jemenensis Bengtsson, 2002
- Enolmis nevadensis Passerin d'Entrèves, 1997
- Enolmis saudita Passerin d'Entrèves, 1986
- Enolmis seeboldiella (Agenjo, 1951)
- Enolmis sierraenevadae Passerin d'Entrèves, 1997
- Enolmis tunisiae Bengtsson, 2005
- Enolmis userai Agenjo, 1962
- Enolmis vivesi Bengtsson & Passerin d'Entrèves, 1988